# Guignardia linderae
Guignardia linderae är en svampart som beskrevs av Sawada ex W.Y. Li & W.Y. Zhuang 2007. Guignardia linderae ingår i släktet Guignardia och familjen Botryosphaeriaceae.   Inga underarter finns listade i Catalogue of Life.